# Armando Martín Gutiérrez
Dom Armando Martín Gutiérrez, F.A.M. (Madri, 16 de dezembro de 1954) é um clérigo católico espanhol, bispo de Bacabal, Maranhão.

## Biografia
Dom Armando Martín Gutiérrez, FAM, nasceu em 16 de dezembro de 1954 em Madri. Frequentou o primeiro e segundo grau no Colégio do Amor Misericordioso em Lujua (Espanha) e os cursos de Filosofia e Teologia no Instituto Teológico de Marche na cidade de Fermo (Itália). Obteve a Licenciatura em Teologia Moral na Pontifícia Academia Alfonsiana de Roma.
Ele fez sua primeira profissão na Congregação dos Filhos do Amor Misericordioso em 8 de setembro de 1974 e a perpétua em 1978. Foi ordenado sacerdote em 6 de outubro de 1979 em Spinaceto (Roma).
Desde então exerceu os seguintes ministérios, na Itália: Reitor do Seminário Menor da Congregação em Collevalenza (Perugia), Vice-Reitor da Casa do Clero de Perugia, Vice-Mestre de Noviços em Matrice (Campobasso).
Em 1988 foi para o Brasil, para a Diocese de Mogi das Cruzes, e ocupou os cargos de mestre de noviços (1988-2002), vigário paroquial (1988-2002); Professor de Ética no Seminário Diocesano e de Teologia Moral no Instituto de Filosofia e Teologia Paulo VI (1992-2002); Superior da Comunidade (1993-2002). Na Arquidiocese de Juiz de Fora, foi Mestre do Juniorato, Superior de Comunidade e Vigário Paroquial (2003-2005).
Em dezembro de 2005 voltou à Itália como Mestre do Juniorado Internacional de sua Congregação, Superior de Comunidade e Vice-pároco da Paróquia de São Petronilla na Arquidiocese de Fermo.
Em 2 de novembro de 2006, o Papa Bento XVI o nomeou bispo da Diocese de Bacabal, sucedendo Dom Frei José Belisário da Silva, OFM que foi nomeado arcebispo metropolitano de São Luís do Maranhão.
Sua ordenação episcopal ocorreu em Collevalenza, na Solenidade da Epifania do Senhor, no dia 5 de janeiro de 2007, no Santuário do Amor Misericordioso de Madre Esperança, tendo o Cardeal Giovanni Battista Re, Prefeito da Congregação para os Bispos, como ordenante principal, Dom Giovanni Scanavino, OSA, bispo de Orvieto-Todi, e Dom Luigi Conti, arcebispo de Fermo, como bispos co-ordenantes.
Sua instalação como Bispo Diocesano de Bacabal ocorreu em 11 de fevereiro de 2007, no Ginásio Poliesportivo da Cohab 1 em Bacabal. O rito de posse foi conduzido pelo predecessor, o arcebispo de São Luís do Maranhão, Dom José Belisário da Silva.
Dom Armando foi presidente do Conselho Deliberativo do Movimento de Educação de Base. Em 2019, foi escolhido como membro da Comissão Episcopal Pastoral para a Vida e a Família da Conferência Nacional dos Bispos do Brasil, com mandato até 2023.
A Assembleia Legislativa do Maranhão lhe concedeu o título de cidadão maranhense. Em 2018, recebeu da Câmara Municipal de Pedreiras a Comenda Corrêa de Araújo.